# Comando de Aeródromo A (o) 16/VII
El Comando de Aeródromo A (o) 16/VII (Flieger-Horst-Kommandantur A (o) 16/VII) fue una unidad de la Luftwaffe durante la Segunda Guerra Mundial.

## Historia
Fue formado el 1 de abril de 1944 en Neuburg/Donau, a partir del Comando de Defensa de Aeródromo A 27/VII.

## Comandantes
- Mayor Johannes Leischner – (1 de abril de 1944 – ?)

## Servicios
- abril de 1944 – mayo de 1945: en Neuburg/Donau bajo el Comando de Base Aérea 11/VII.

## Orden de Batalla

### Unidades adheridas
- Comando de Pista de Aterrizaje Lichtenau
- Comando de Pista de Aterrizaje Leipheim (en septiembre de 1944)